# Desig de glòria
"Desig de glòria" (títol original en anglès "Heart of Glory") és el vintè episodi de la primera temporada de la sèrie de televisió de ciència-ficció estatunidenca Star Trek: La nova generació, es va emetre originalment el 21 de març de 1988, en redifusió als Estats Units. La història va ser creada per Herbert Wright i D. C. Fontana i es va convertir en un guió en dos dies pel productor executiu Maurice Hurley. L'episodi va ser dirigit per Rob Bowman.
Ambientada al segle XXIV, la sèrie segueix les aventures de la tripulació de la nau de la Flota Estel·lar de la Federació Enterprise-D. En aquest episodi, la tripulació rescata tres klíngons d'una nau de càrrega danyada a la zona neutral. Un cop a bord es fan amistat amb el tinent Worf (Michael Dorn) i intenten segrestar l' Enterprise per poder viure com autèntics klíngons, obligant a Worf a triar entre ells o la Flota Estel·lar.
L'episodi va explicar la història de fons al personatge del tinent Worf i Michael Dorn va estar satisfet amb el resultat. Rob Bowman va pensar que l'episodi va funcionar bé. Va incloure un pla de sobre al plató d'enginyeria que no s'havia fet abans al programa i va modificar el final. Les fotografies de la nau estel·lar klíngon es van reutilitzar de Star Trek: La pel·lícula, mentre que el model de càrrega es reutilitzaria com a diverses nauss de càrrega al llarg de les diverses sèries de televisió Star Trek. Les estrelles convidades forem Vaughn Armstrong com a Korris en el seu primer paper a la franquícia i l'única aparició a La nova generació. Va aparèixer en onze altres papers a la franquícia, inclosa la part de l'almirall Maxwell Forrest a Star Trek: Enterprise. L'episodi va ser vist per 10,7 milions d'espectadors durant l'emissió inicial, i les crítiques van ser mixtes.

## Argument
L’Enterprise entra a la zona neutral, per investigar la trucada de socors d'una nau de càrrega talariana. La nau de càrrega està molt malmesa i es detecten tres formes de vida a bord. Un equip visitant s'envia i troba tres klíngons: Korris (Vaughn Armstrong), Konmel (Charles Hyman) i Kunivas (Robert Bauer), aquest darrer  ferit. L'equip visitant torna amb ells a l' Enterprise abans que la nau de càrrega exploti. Kunivas és portat a la infermeria, i Korris es troba amb el capità Jean-Luc Picard (Patrick Stewart). El klíngon explica que eren passatgers quan la nau de càrrega va ser atacada per una nau ferengi; Els klíngons es van fer càrrec de la nau de càrrega per defensar-se i destruir la nau ferengi, però els danys patits van deixar la nau a la deriva i vacil·lant. Quan Korris i Konmel es mostren als oficials, se sorprenen de veure un klíngon, el tinent Worf (Michael Dorn), que serveix dins de la Flota Estel·lar.
L'estat de Kunivas empitjora; Korris, Konmel i Worf estan presents quan ell mor. Els tres van deixar escapar un rugit ferotge segons el costum klíngon (un avís als morts que un guerrer klíngon està a punt d'arribar). Quan tornen a les estances dels klingons, Konmel està decebut que Kunivas no hagi estat assassinat per un enemic, la qual cosa porta a Worf a qüestionar la naturalesa de l'atac a la nau de càrrega; Korris i Konmel canvien ràpidament de tema. Worf obliga a Korris a revelar la veritat: els tres s'havien apoderat de la nau de càrrega, per buscar un lloc on poguessin viure com a autèntics klíngons i el dany al vaixell va ser el resultat d'una batalla amb una nau klíngon. Quan els dos es veuen a prop del pont de batalla de la nau, amb l'esperança de robar la secció de conducció i escapar, són posats a una cel·la.
Aviat l'Enterprise es trobarà amb un creuer de batalla klíngon, capitanejat pel comandant K'Nera (David Froman), que demana el retorn dels klíngons fugitius. Sabent que Korris i Konmel seran jutjats i executats si són retornats, Worf argumenta en canvi pel seu exili a un planeta hostil, però K'Nera es nega. Korris i Konmel utilitzen peces secretes dels seus uniformes per muntar una pistola disruptor i escapar de la cel·la; Konmel mor mentre Korris es fa càrrec de la secció d'enginyeria. Picard i Worf corren cap a l'Enginyeria i Worf intenta enraonar amb Korris, que amenaça amb destruir el nucli de  curvatura i endur-se l' Enterprise amb ell. Korris intenta persuadir Worf perquè vingui amb ell i conquisti la galàxia com un veritable klíngon, però Worf respon que un veritable klíngon lluita per honor i lleialtat i que Korris no ha demostrat cap de les dues. Korris s'enfada i Worf aprofita per matar-lo a trets. A K'Nera se li parla de les morts dels fugitius i Worf declara que "van morir bé", quan se li pregunta sobre la seva manera de morir. Worf accepta considerar una oferta per servir a bord del creuer de batalla klíngon un cop finalitzat el seu servei a bord de l'Enterprise, però quan les comunicacions amb K'Nera s'interrompen, assegura a la tripulació del pont que només estava sent educat.

## Repartiment i doblatge al català
La sèrie va ser doblada al català pels estudis Tramontana (primera part) i Soundtrack (segona part) i emesa a TV3 l’any 1991. Els dobladors de l'episodi foren:
| Personatge      | Actor/actriu     | Veu en català        |
| --------------- | ---------------- | -------------------- |
| Jean-Luc Picard | Patrick Stewart  | Joan Crosas          |
| William Riker   | Jonathan Frakes  | Antoni Forteza       |
| Data            | Brent Spinner    | Joaquim Sota         |
| Geordi La Forge | LeVar Burton     | Aleix Estadella      |
| Worf            | Michael Dorn     | Enric Arquimbau      |
| Beverly Crusher | Gates McFadden   | Pilar Rubiella       |
| Deanna Troi     | Marina Sirtis    | Alicia Laorden       |
| Tasha Yar       | Denise Crosby    | Teresa Manresa       |
| Wesley Crusher  | Will Wheaton     | Roger Pera           |
| Korris          | Vaughn Armstrong | Enric Serra Frediani |
| Konmel          | Charles Hyman    | Manel Català         |
| Capità K’Nera   | David Froman     | Josep Maria Zamora   |

## Producció

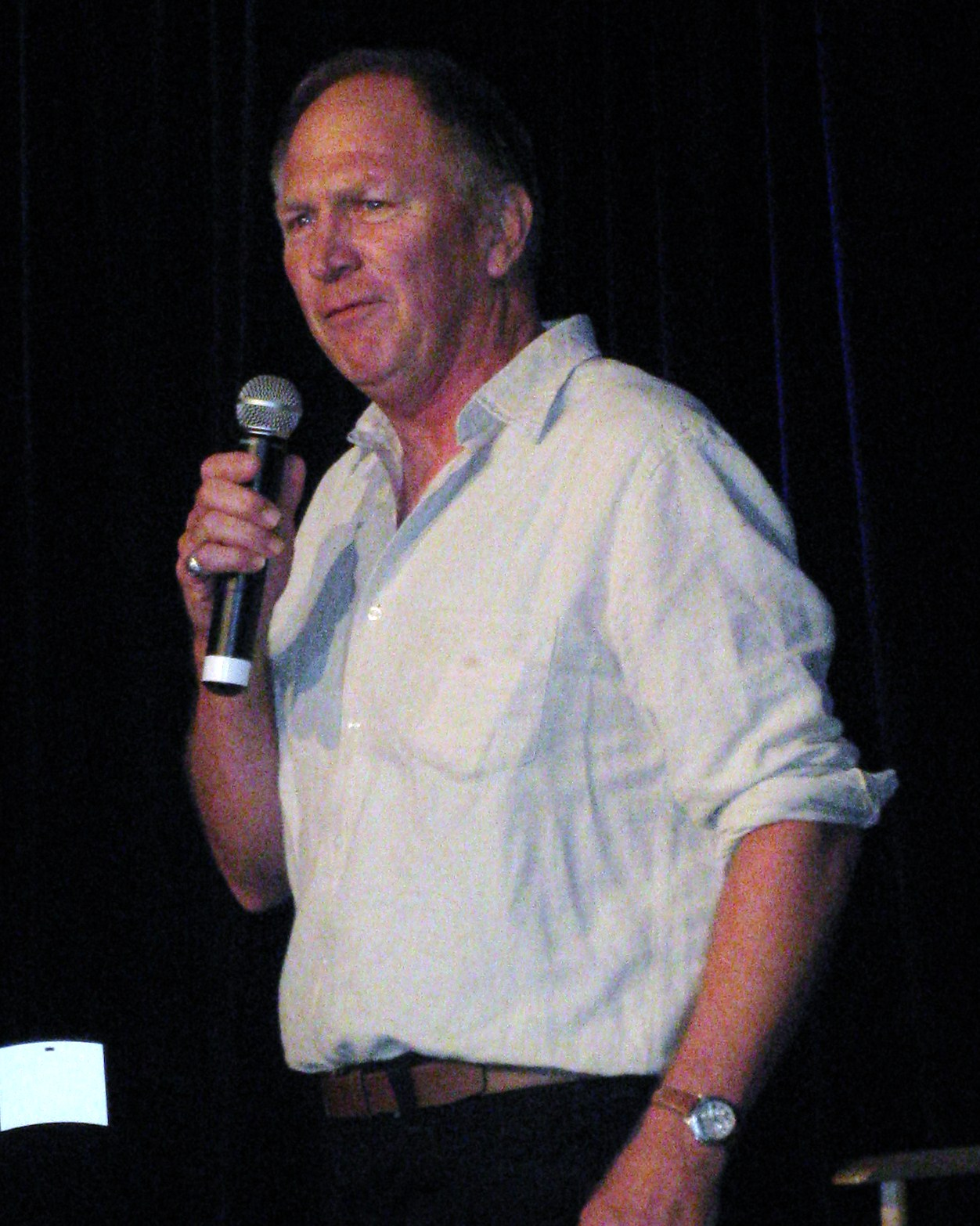
"Desig de glòria" va suposar el primer paper de Star Trek per a l'actor Vaughn Armstrong. Va aparèixer com onze personatges més al llarg de la franquícia.

El guionista i productor executiu Maurice Hurley va pensar que "Desig de gòria" era l'experiència més propera que va tenir al programa per situar directament la seva filosofia en un guió. Més tard, va acreditar al seu company de productor executiu Rick Berman que va ajudar a escriure el guió de "Desig de glòria", dient: "Quan tenia un problema, podia entrar i poder-se asseure-hi, tancar la porta, cridar i xisclar. Passava, feia suggeriments. Els dos vam fer que les històries funcionessin en aquella habitació i teníem un parell de dies treballant moment meravellós, especialment en aquell programa." Hurley va escriure el guió en dos dies a partir d'una història creada per Herbert Wright i D. C. Fontana. A causa dels retards, les parts del guió en klíngon no tenien cap sentit real a la traducció i eren simplement paraules que sonaven klíngon creades per Hurley.
La història explica els antecedents del tinent Worf per primera vegada a la sèrie, inclosa la història de la traïció dels romulans a Khitomer que va veure la mort dels seus pares. Si bé els seus pares adoptius van ser esmentats per primera vegada en aquest episodi, no es van veure fins a l'episodi de la quarta temporada "Família" i el seu germanastre no va aparèixer al programa fins a l'episodi de la setena temporada "Cap a casa". Michael Dorn es va mostrar satisfet amb el resultat d'aquest episodi, ja que va sentir que demostrava als productors que els fans estaven tan interessats en el seu personatge com en els altres del repartiment principal. Va sentir que s'hauria pogut portar més enllà i volia que hi hagués una batalla èpica al final de l'episodi. El creuer de batalla klíngon vist a "Desig de glòria" va ser un metratge reutilitzat de "'Star Trek: La pel·lícula, mentre que la nau de càrrega era un model general que es tornaria a utilitzar a La nova generació i altres sèries de televisió Star Trek.
El director, Rob Bowman, va prendre decisions agosarades en el disseny de la seqüència de confrontació. La versió amb guió mostrava que la baralla entre Worf i Korris tenia lloc completament a la primera coberta de la secció d'enginyeria. En canvi, Bowman els va fer lluitar a la coberta superior i, utilitzant angles de càmera mai vists al programa, va filmar seqüències verticals en aquesta part del plató. També va alterar el guió de manera que Konmel va haver de rebre tres explosions de faser. Bowman va utilitzar una steadicam per filmar les escenes de la nau de càrrega per donar un efecte brut al metratge. Va quedar satisfet amb el resultat, i el va descriure com el més fàcil de tots els episodis de La nova generació que va dirigir. Va dir que era un espectacle on "cada mà que teníem era un 21. Simplement va funcionar."
Les estrelles convidades d'aquest episodi van ser Robert Bauer, que abans havia estat en una banda amb Michael Dorn, com a Kunivas. El doble Dennis Madalone va fer la seva segona aparició a La nova generació amb aquest episodi, després d'haver aparegut anteriorment a principis de la temporada a "Allà on no ha estat mai ningú". Continuaria apareixent com a diferents membres de la tripulació al llarg de la resta de la sèrie. "Desig de glòria" va ser l'única aparició a "La nova generació" de l'actor Vaughn Armstrong. Tanmateix, continuaria interpretant onze papers més a la franquícia Star Trek, inclòs el de personatge recurrent de l'almirall Maxwell Forrest a Star Trek: Enterprise.

## Recepció
"Desig de glòria" es va emetre per primera vegada als Estats Units el 21 de març de 1988, en redifusió. L'episodi va rebre puntuació de Nielsen de 10,7 milions a la primera emissió, que va suposar un augment dels 10,1 milions rebuts per l'episodi anterior de "Fer-se gran". Només l'episodi "Simbiosi" va rebre una puntuació més alta al final de la temporada.

### Resposta crítica
Diversos crítics van tornar a veure l'episodi després del final de la sèrie. Keith DeCandido va ressenyar l'episodi per a Tor.com el juliol de 2011. DeCandido és un novel·lista i ha produït obres basades en l'univers Star Trek, i es descriu a si mateix com "el paio klíngon" pel que fa als novel·listes de Star Trek. No estava excessivament satisfet amb l'episodi, descrivint la trama com a lenta i dient que l'actuació de Michael Dorn era "mediocre", però que aniria "milloraria" més endavant a la sèrie. Va elogiar David Froman com a K'Nera, descrivint-lo com a "tremenda presència" i va pensar que, tot i que Vaughn Armstrong era excel·lent com a almirall Forrest a l’Enterprise, en aquest episodi era "obertament histriònic". Va descriure la fotografia aèria de Worf després de la mort de Korris com "simplement ximple", i va pensar que l'episodi en general era un "embolic oblidable". Li va donar una puntuació de quatre sobre deu. Zack Handlen, escrivint per a The A.V Club el maig de 2010, va pensar que el primer acte de "Desig de glòria" va ser molt lent, però va millorar després i va dir que "tot i que no és precisament llacrimògen, li permet a Worf la dignitat que el personatge necessita per funcionar". Tenia sentiments contradictoris sobre el ritual de mort klíngon, però va pensar que estava justificat al final de l'episodi, ja que la naturalesa complexa del personatge de Korris feia que la sensació de pèrdua se sentís guanyada. Li va donar a l'episodi una nota de B+.
Michelle Erica Green va veure l'episodi per TrekNation l'agost de 2007, i el va descriure com un dels seus episodis preferits de la primera temporada. Va pensar que va establir les bases per a episodis posteriors de La nova generació, Deep Space Nine i Voyager pel que fa a la cultura klíngon. ella sentia que el drama semblava artificial i que els escriptors van forçar una situació en què Worf havia de matar un dels klíngons com si "justifiqués la brutalitat com a necessària per al bé de la Flota Estel·lar".Al seu web "Jammer's Reviews",  Jamahl Epsicokhan també va pensar que el drama amb Worf decidint si unir-se o no als klíngons era qüestionable. Va pensar que era difícil de creure que la tripulació semblava conèixer Worf tan poc com ho feien en aquest moment de la sèrie, però ho va elogiar per ser el punt de partida de les històries basades en klíngons de la franquícia. Li va donar una puntuació de tres sobre quatre.

## Estrena en mitjans domèstics
"Desig de glória" es va llançar per primer cop en videocasset VHS als Estats Units i el Canadà el 26 d'agost de 1992. L'episodi es va incloure a la caixa del DVD de la primera temporada de Star Trek: La nova generació, llançada el març de 2002. Va ser inclòs com a part de la primera temporada en Blu-ray el 24 de juliol de 2012.